# 茶党运动
茶黨運動（英語：Tea Party movement）是一个于2009年初开始兴起的美国財政保守主義政治運動。該運動的成員呼籲降低稅收，並且通過減少政府支出來減少美國的國債和聯邦預算赤字。該運動支持小政府原則。茶黨運動被描述為共和黨內的流行立憲運動，由自由意志主義、保守主義和右翼民粹主義的支持者組成。最初是由部分人士对2009年《美國复苏与投资法案》的抗议发展而来的。2013年時的各種民意調查估計，略微超過10％的美國人贊同茶黨運動。2009年3月，由于AIG高层雇员的高额奖励被曝光，因此茶党运动的参与者急剧增加，并且在2009年茶党抗议大会期間达到了第一个高潮。
到2016年，Politico表示茶黨運動基本上已經完全消亡，該文章指出這場運動消亡的部分原因是它的一些想法似乎已經被共和黨主流派別吸收；儘管CNBC在2019年報道說，共和黨黨內的保守派“基本上已經擺脫了茶黨的綽號”。
儘管茶黨比較像是一種意識形態，而不是傳統意義上的政黨；但是一些研究表明，茶黨小組的成員的投票態度就像是國會中的第三黨。
現代茶黨運動的名稱引用自1773年12月16日的波士頓茶葉黨，當時英國政府在沒有國會議員代表北美殖民地的情況下徵稅而引發反徵稅事件，成為發起美國獨立戰爭的分水嶺。因此在茶黨運動中經常提到波士頓茶黨甚至是1770年代的服飾。亦有评论员将TEA引用为Taxed Enough Already的簡寫，意为“税已经收够了”，因此無論如何茶黨的立場都是主張適當的進行減稅。

## 議程

### 外交
根据《今日美国》的报道，多数抗议者的诉求是向美国国会和联邦政府施压，反对“以扩大政府开支拉动经济”，并成立“以普通纳税人为主的缩减开支的联盟”。除了抗议奥巴马政府的巨额开支外，抗议的组织者也对小布什政府在此问题上的表现表示了不满。示威者批评了2009对美国汽车企业的输血计划。此外，对2009联邦储备透明法案的支持也是此次活动的议题之一。
抗议活动的组织者和dontGo活动（一个支持自由市场政策的非盈利组织）的创办者之一的Eric Odom说，“这是一项几年前开始针对政府的抗议活动……小布什应该为他的社会主义政策而负责”。他还说共和党“非常明显地试图借我们的活动造势，这对我们来说是一种侮辱”。共和党全国委员会主席迈克尔·斯蒂尔（Michael Steele）曾试图接触了解他们在芝加哥的抗议大会，活动方表明支持其参与但不会给予政界官僚发言的机会。
民主党前政治顾问Dan Gerstein在《福布斯》中评论说，抗议者利用了美国中间派的理想破灭为自己扩大支持，但他们的主张大多颠三倒四、自相矛盾。美国传统基金会的Bridgett Wagner作为保守派的智库之一，将此次抗议与1970年代末和1980年代初的抗税运动（包括1978年成功争取使加州遗产税封顶的13号法案）做了一些比较。威斯康辛大学的历史学教授Jeremi Suri则将本次抗议与2003年的反战抗议相提并论，他说“这次活动与2003年的反战抗议十分类似，那时人们普遍对战争没有好感，但因为恐怖分子的存在，人们也无法完全认同反战的立场”。
歷史學家沃爾特·米德（Walter Mead）在2011年的一篇文章中分析了茶黨運動的外交立場。米德說，傑克遜主義的民粹主義者，例如茶黨，將對美國例外主義及其在世界上的作用的信念與對美國人“創造自由世界秩序的能力”的懷疑相結合。必要時，他們贊成“全面戰爭”和無條件投降，而不是“有限戰爭爭取有限目標”。米德指出了兩個主要趨勢，包括前德克薩斯州眾議員榮·保羅等人，保羅認為在某些方面無需參加直接的軍事衝突；另一些人在設法避免陷入不必要的衝突的同時，主張採取更加積極的對策來維持美國在國際關係中的主導地位。米德說，兩者與自由國際主義不同。

## 歷史

### 背景
作为美国历史上的重要事件之一，1773年波士顿倾茶事件多次被自由派和保守派引申为抗税的象征符号。在1990年甚至更早的纳税日的抗议活动中，波士顿倾茶事件就已经被多次引用了。

### 抗议活动

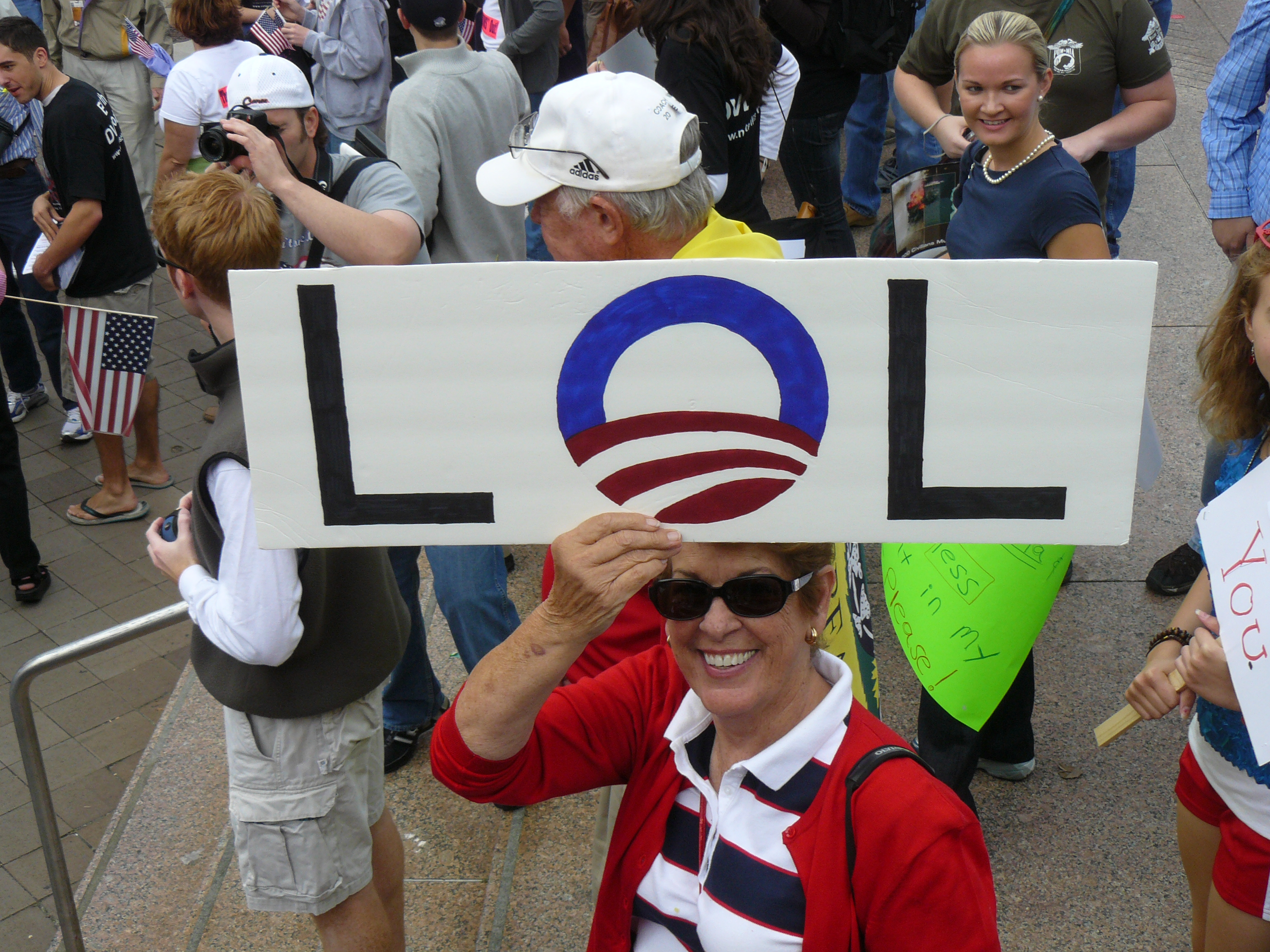
茶黨國會示威

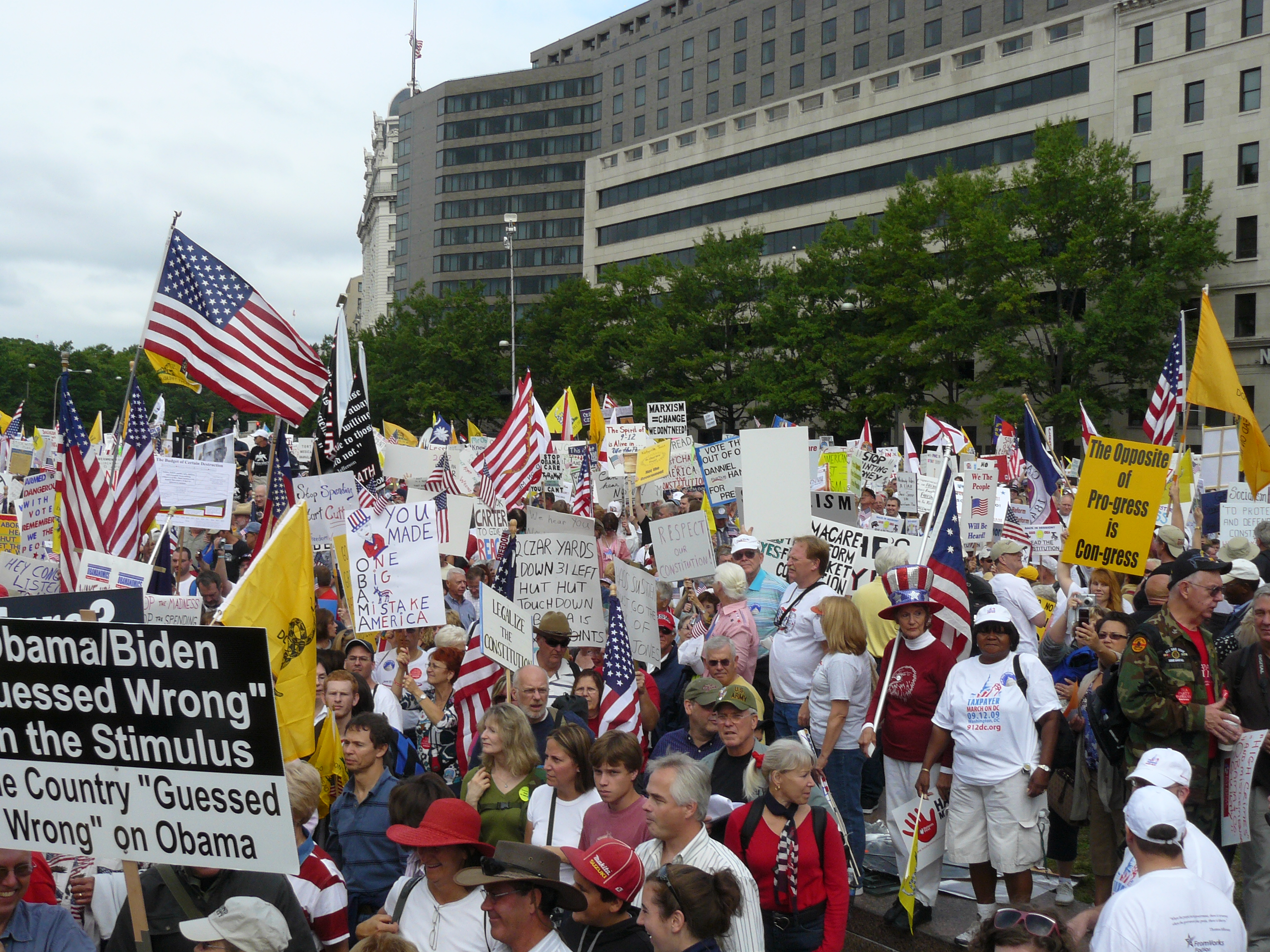
茶黨2009抗稅

2009年1月27日，广播脱口秀主持人Rush Limbaugh批评了《2009年复苏与投资法案》，他评论道，“这个‘援猪’法案就是民主党为了夺回并巩固自1990年代失去的权力而设计的”
。Porkulus（即译文中的“援猪”）为pork（猪）和stimulus（刺激）的复合词。这个词迅速在保守派的政治家和时事评论员中流行开来，也表明了他们联合起来反对“增加政府开支拉动经济”政策的立场。
2月10日，奥巴马出席了佛罗里达州麦尔兹堡市政厅一次会议，与此同时《自由周刊》的活动家和美国保守派游说团体“从东岸到西岸”的负责人之一Mary Rakovich在市政厅外领导了一场针对他的抗议活动，抗议者高举着印有猪形图案的牌子，上面写有“$650,000,000数字电视优惠券”等字样。在接受当地记者采访时，Rakovich解释说“政府在推广高畫質數位电视的问题上花费太大”，“奥巴马虽然嘴上不说，但他搞的就是社会主义”。她随后受邀参加了由Neil Cavuto主持的霍士新闻频道一场面向全国的时事评论节目你的世界，但节目并没有引用她提到的最早的15亿美元的数字电视机顶盒推广项目是在2005年得到批准的。
目前普遍认为最早的茶党运动是由西雅图blog作家Keli Carender于2009年2月10日发起的。抗议者于2月16日（奥巴马签署《2009年复苏与投资法案》的前一天）在西雅图集会。2月17日，另一场抗议活动在丹佛举行，次日在亚利桑那州的梅萨市也有一场超过500人的抗议活动。
2009年2月19日，CNBC商业新闻的网络编辑Rick Santelli在芝加哥商品交易播报时批评了房主支付能力及稳定性计划向无法偿还贷款的人提供津贴是“很明显的错误行为”，同时呼吁芝加哥地区的“茶党”共同抗议。根据纽约客专栏作家Ben McGrath的说法，这也是“茶党”的名称的源起。作为对Santelli的呼应，ChicagoTeaParty.com（由无线电制造商Zack Christenson于2008年8月注册）等网站在12个小时内迅速上线。Santelli的报道播出约10小时后，reTeaParty.com开始协调7月4日的茶党集会，3月4日该网站的日浏览量已经超过了1万1千人次。2009年2月27日，大约40名抗议者在全国各地发起了另一项名为“全国芝加哥茶党”的抗议活动。

### 消亡
2010年, 茶黨運動的熱潮開始消退。2012年2月6日， 作家帕特里夏·墨菲（Patricia Murphy）撰文表示她認為茶黨運動已經結束。

## 参与者

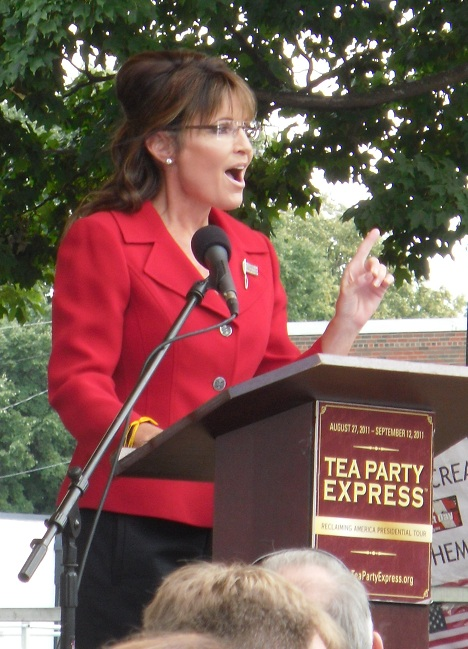
莎拉·佩林在茶黨快車，勞動節集會上發表演說。(新罕布什爾州曼徹斯特2011年9月5日)

根据合众社政治通讯员Liz Sidoti的说法，茶党运动“......是一场完全由人们自发的、经由互联网组织的运动。这是自由派和保守派的意识形态在缩减政府开支这一共识下的调和”。他同时指出，“政府规模过大，开支不受控制，个人的自由正在受到威胁。奥巴马总统的政策正让这一切变得更糟糕。但是这也是为什么来自不同阶层的不满美国人能够团结在这一联盟（茶党运动）旗帜下的原因。”
茶党运动也有一些社会实体的参与，根据目标与方针的不同，可以分为：
- 茶党爱国者（Tea Party Patriots），这是一个在Freedomorks（由共和党前众议院多数党领袖Dick Armey领导的保守派非营利性组织）帮助下运作，自称有1000多个支部的全国性组织[47][48][49][50]。
- 茶党快车，这是一个全国性的巴士旅游活动，由“国家需要更好的政治行动委员会”（一个位于萨克拉门托保守派的政治行动委员会）运作[49][51][52]。
- 茶党国家于2010年2月4日至6日召集了一次“茶党全国大会”，前共和黨副總統候選人莎拉·佩林是这次集会的演讲主宾，但此次大会高达$549的门票和佩琳价值$100,000的行头为人诟病[53][54][55][56][57]。佩琳称她会将所有收入捐给保守派运动[58]。

根据CNN的投票调查显示，茶党运动大约80%的参与者是白人（美国人口中白人比例大约为75%左右）。

## 社会反响

### 政界
前众议院议长紐特·金里奇政治活动小组美国方案（American Solutions）对茶党抗议表示了支持，他们在网站上写道“这是一个向华盛顿失败的政客和他们不负责任的政策表达反对和愤怒的机会”。金里奇在4月15日的纽约集会上也说过同样的话。
德克萨斯州州长里克·佩里参加了在奥斯汀的一个茶党集会。他谈到了Youtube上面的抗议影片。佩里还回答了一些关于德州独立的问题。他说：“（未来）有很多不同的可能。我们有一个很好的联邦，我们没有任何理由去破坏它。但是如果华盛顿继续忽视人民的呼声，谁知道将来会发生什么呢？德州是个非常特殊的省份，我们有很大的独立性。”
茶党也得到了许多其他官员的赞扬。众议员Tom Price说抗议活动说明“这片土地还是人民做主的”。众议员Jeb Hensarling说茶党运动是“有益的”和“正大光明的”。
脱口秀主持人Leslie Marshall将茶党运动与波士顿倾茶事件相比较，她说“如果你读过历史就会知道，人们当年抗税的原因就是他们没有代表权......但是奥巴马并不是要用苛捐杂税把你们逼到无路可退——他是打算拯救经济，而且他是民选的”。政治评论员Bob Cesca评论说“现在邻居的瓦上霜也和你息息相关了，当社区中出现任何一间因为还贷不及时而被银行没收的房子的时候，你的房子价值也会跟着跳水”。历史学家，小布什时期的美国财政部官员Bruce Bartlett在《福布斯》上撰文称高税收未必如此糟糕，“高税收可以（令政府）提供更好的社会服务，因此它们并不像表面上看来那么难以承受”。
很多体制外的政治候选人也受到了茶党运动支持者的影响。共和黨参议员斯科特·布朗就是因为茶党的支持在民主黨人佔優的马萨诸塞州補选中意外获胜。很多参与2010年选举的政治家都得到了来自茶党大众的支持，其中包括参加宾夕法尼亚州州长选举的共和党人Sam Rohrer，德州州长选举的Debra Medina和参议员候选人兰德·保罗。

### 工会
一些工会领袖认为茶党运动是一些企业和集团资助的别有目的的活动，他们提倡人们以非暴力的形式反对茶党的抗议活动，但事与愿违，在工会成员和茶党示威者对抗的过程中还是发生了暴力冲突。

### 媒体
根据《美国新闻与世界报道》（US News and World Report）的观点，茶党运动在全国各地的普遍出现本身就已经说明问题了。
很多人都指出保守派媒體霍士新聞網（Fox News）对茶党运动有明显的偏袒，甚至还有人认为茶党运动最初就是由Fox News煽动的，另外有些人也抱怨在茶党运动的初期除了Fox News其它媒体对此运动毫不关心。
茶党运动被许多左翼自由派评论员嘲笑讥讽，其中包括MSNBC的Rachel Maddow、Keith Olbermann、The Young Turks电台主持人Cenk Uygur、David Shuster、脱口秀主持人Leslie Marshall、经济学家Paul Krugman、Andrew Sullivan、公共政策律师团MoveOn.org、政治讽刺作家Jon Stewart以及Thomas Frank。
但另一方面，茶党运动也得到了保守派评论员如Sean Hannity、Michelle Malkin、Glenn Beck以及Glenn Reynolds，前众议院多数党领袖Dick Armey，摇滚吉他手兼政治活动家Ted Nugent、乡村音乐歌手John Rich，前阿肯色州州长共和党员麥克·赫卡比(Mike Huckabee)和保守派广播电台Neal Boortz等人的支持。
一个名为“美国媒体事务”（Media Matters for America）的自命为为革新派的媒体监督组织认为，Fox News没能秉承中立报道的原则，他们对茶党运动的发展起到了推波助澜的作用，并且鼓励观众参与到茶党运动中去。这个组织列举了很多例子，比如Glenn Beck的剧集中一个外景就是茶党抗议的场面。“媒体事务” 的主席Eric Burns发表了一封致Fox News Sunday负责人Chris Wallace的公开信，要求后者承认Fox News“已经超越了媒体中立报道，以及依法不煽动政治活动的界线”。他同时指出，Fox News“在10天内播送了至少107条支持茶党运动的商业广告”，进而导致了4月15日的抗议活动。
在4月15日的一个抗议活动中，CNN记者Susan Roesgen采访了一些抗议者，并将该活动称为“反政府”、“反CNN”以及“由右翼保守派Fox News煽动的”。在周围的抗议者以脏话反击后，她说“我认为这里的情景已经不适合（有未成年的）家庭收看了，我现在将信号转回直播间”。媒体研究中心（Media Research Center）新闻博客、《波士顿先锋报》专栏作家Michael Graham指茶黨運動不會結束，並對CNN報道提出批评。她同时也得到了新闻博客Daily Kos编辑Jed Lewison的赞赏，Lewison同时反问“CNN什么时候才能反击”？乔治华盛顿大学的媒体学教授Frank Sesno也为Roesgen背书，称赞她不和稀泥的报道。CNN发言人称，“她只是履行她的职责，如实报道她所看到的情况”。
Fox News時事评论员及節目主持人Bill O'Reilly否认了关于煽动的指责，并说他认为是网络技术推动的事件的发展，而除了Fox News之外其他的媒体没有注意到此事的新闻价值。《洛杉矶时报》的James Raineyalso说自由派媒體MSNBC对茶党运动的打击相比于Fox News的支持来说苍白无力。Howard Kurtz说，“这些媒体（指Fox News）很少或根本不提小布什任期内的巨额赤字，却因奥巴马的预算和税收政策导向茶党。不过从另一方面来说，CNN和MSNBC除了不屑于茶党的运动外，其他事情都搞砸了”。
4月12日，Howard Kurtz在CNN的名为“可靠消息”的节目中说，“Fox News即将深度参与茶党的抗议活动”，“茶党的狂欢……显然很符合Fox News的同僚们口味”。4月15日他又说，“我从未见过任何一个媒体像Fox News支持茶党运动一样如此不遗余力地在背后为一场抗议活动撑腰”。MSNBC政治评论節目主持人Rachel Maddow说，“Fox News，共和党的非官方宣传机器，很明显是这些事件的背后推手”。MSNBC政治评论员及節目主持人Keith Olbermann说，“虽然Fox News声称他们是中立的，但很明显它激发了人们对茶党运动的热情，鼓励观众们走出家门，策动大型集会，用他们的茶包占满大街小巷”。4月14日，《ABC国际新闻》称“Fox News和脱口秀电台激励了示威者”。
CNBC新闻编辑Rick Santelli说，“我认为茶党运动是根源于美国文化和随时关注政府动态的美国理念”，“我不工作就无法纳税，所以我今天不能离开这里。但是我要告诉你们的是，我因此而自豪”。
前阿肯色州州长麥克·赫卡比说茶党的集会是“自发的真诚的行动……为了表达他们对政府自以为是的愤怒”。
2009年4月19日，资深白宫顾问David Axelrod在CBS新闻节目中被问及关于茶党运动看法的时候说，“我认为在经济不景气的时候，总有一些不安定的因素会嬗变为这种不健康的（情绪）”，并且“令我困惑的是总统刚刚削减了95%的美国人的税收，他很清楚地了解人们目前的困境，因此茶党应该关注其他的话题才对” 。
2010年1月，《纽约时报》专栏作家David Brooks在列举了最近的民调和其他来源的资料后说，2010年－2019年或许将来在美国历史上会被称为茶党的一代。
在2010年1月19日美国参议院麻省補选后，英国杂志《经济学人》说“美国当前最引人著名的政治力量就是以减税为诉求的茶党”。
漫威漫画在《美国队长》连载里刊登的一张由照片改编漫画引起了一番争论。漫画中示威者高举着写有Tea Bag the Libs before they tea bag you的标志（意译为“在自由派干掉你们之前先干掉他们”）。这幅漫画招致茶党领袖的批评，漫威漫画编辑Joe Quesada随后为将漫画中的角色与茶党运动联系起来而道歉。Quesada说在下一版漫画和单行本中将修正这一错误。

### 民调
2009年12月7日由拉斯穆森报导进行的一项民调显示，在一个虚拟的由民主党、共和党、“茶党”候选人参加的投票中，民主党候选人得到了36%的选票，“茶党”获得了23%，共和党则为18%。在独立投票人中，“茶党”同时击败民主、共和两党，“茶党”候选人得到了33%的投票。在同年12月16日的《华尔街日报》调查中，有41%的参与者“支持”或“某种程度上支持”“茶党”，超过民主、共和两党。
2010年1月底CNN与“观点研究公司”（Opinion Research Corporation）的调查显示，“三分之一的美国人偏向茶党”，同时“26%的美国人没有任何偏好”，另有40%的受访者表示“没听说过这个运动”或“对其了解不足”。
2010年2月初Fox News对900位登记选民的调查显示，35%的选民偏向于“茶党运动”，22%的选民不支持“茶党”，42%的选民不清楚或者根本不了解茶党运动。
CBS News与《纽约时报》于2010年2月5日-10日进行的调查显示，仅有2%的茶党支持者知道奥巴马曾经减税，另外还发现绝大多数(80%)的茶党支持者对奥巴马持否定态度。

### 奥巴马
2009年4月29日，巴拉克·奥巴马总统在出席密苏里州Arnold的市政厅会议时曾经公开评论道，“现在，你们知道，如果你们看过那些不是很欣赏我的新闻频道，肯定看到那些挥舞着茶包的人们了，让我提醒他们一下，我很高兴能够有机会就如何减少长期的医疗开支以及如何稳定社会保障（与他们）沟通。Claire McCaskill和我正在非常用心地审查联邦开支。但是我们还是不要继续捉迷藏，假装问题的根源是经济复苏法案，这只是我们面对的诸多问题中的一个。我们将要勒紧裤腰带，但这并不意味着解决的方案就是立即中止那些帮助普罗大众的项目并为有钱人减税。我们使用这个方法已经8年了，但它并不奏效，我也不打算再这么做。”

### 流行文化
英文中Teabagging作为俚语本意是吮吸男性的睾丸或将其置于其他人口部、面部或头上。在茶党的抗议活动中也多用这一表述，但其含义为向白宫邮寄一个茶包。
在茶党的抗议活动中，茶包（tea bag）也常在海报中当作动词使用，这一双关语频繁地被被抗议者和时事评论员使用。

## 爭議
2009年2月，《花花公子》杂志的一篇由Mark Ames和Yasha Levine撰写的文章指控茶党运动史是一场“伪草根运动”（即看似由民众自发，实际有财团或政治团体在背后策划推动的社会运动）。这篇文章在被指责有诽谤的嫌疑后被删除，但实际上此事并未进入法律程序。文章作者修改文章并称茶党运动是一场“为这个国家最疯狂和肮脏的右翼寡头政治家族......精心组织和谋划的运动”，其中包括了科克兄弟家族（Koch Brothers），Dick Armey和FreedomWorks组织。2009年10月3日，David H. Koch说茶党运动完全证明了2004年保守派政治倡导团体“美国昌盛”（Americans for Prosperity）成立时那些领导人物的眼光。
2009年4月8日，自由派博客Think Progress声称2009年的大型茶党抗议活动是保守派"伪造"的草根运动，根本不是人民自发的抗议。全国范围内的抗议活动都是保守派游说团体美国昌盛和FreedomWorks在全国协调和组织的。这一说法被《纽约时报》专栏作家、自由派经济学家保羅·克魯格曼采纳，他写道“茶党并不真正代表民众自发的情绪，这是伪草根运动，背后的势力是众所周知的。特别需要指出的是，FreedomWorks在其中扮演了关键角色，而它恰恰是有Richard Armey运作的”。4月15日，众议院议长蘭希·佩洛西的发言人说，“这不是一场真正的草根运动，这是一场富人发起的旨在将公众注意力引向减税从而使他们自己而不是中产阶级得利的运动”。同一天，自由派媒体MSNBC的Rachel Maddow评论道，“具有大企业背景的游说团体组织了这场运动，这场运动的意义是值得商榷的，因为它本身是伪草根的。它伪装成一个民间自发的行动”。
2009年12月28日，自由派网络媒体Talking Points Memo披露了很多财务细节。例如，“茶党快车”活动的幕后背后政治行动委员会（OCDB）将其基金的三分之二转向了共和党附属的政治咨询公司，而该公司恰恰是这个行动委员会的创建者。根据FEC的文件，从2009年7月到11月，OCBD的开支大约是133万美元，其中$857,122流向了萨克拉门托的一家名为Russo, Mash, and Associates的政治咨询公司或与其相关的人员。这篇文章还披露了与“茶党快车”竞争的“茶党爱国者”曾经揭发前者是共和党一手策划的缺乏伪草根活动，“茶党爱国者”的一名成员在查看FEC的记录后说，“如果人们知道他们的钱被这样花掉了，他们会怎么想？”《洛杉矶时报》随后确认了Russo, Marsh, and Associates得到的钱大部分都被用作广告，其中约有10万美元用作政治顾问费和薪水。
茶党运动的参与者坚决否认了伪草根性的指控。根据Atlantic Monthly的说法，三个向抗议者提供领导和服务的组织（FreedomWorks、dontGO和美国昌盛）都声称运动是自发的。以政治评论博客Instapundit而知名的法学教授、保守派评论员Glenn Reynolds在《纽约邮报》上撰文称，“这些抗议者不是之前那些半职业的反战或支持工会的示威者，这些人都有正经的工作，很多人从前从未参与过示威。他们代表了一种政治家近年来所忽视的能量，他们是新生的活动家”。保守派的重要智囊，美国昌盛组织的领导者Tim Phillips认为共和党目前“十分混乱，并且不知道自己是否应该从（茶党运动）中脱身”。
2011年圖森槍擊事件被認為是茶黨政治人物過度煽動支持群眾，對其他政黨立場政治人物發動攻擊的結果。這起槍擊事件造成6死13傷，死者包括1位聯邦法官和1個9歲小女孩，傷者包括民主黨聯邦眾議員嘉貝麗·吉佛斯，凶手為22歲男子拉夫納（Jared Laughner），死傷者多數是在參加吉佛斯在西夫韋公司舉辦的選民活動中遭到槍擊。吉佛斯於2006年首度當選眾議員，已連任三屆。2010年11月期中選舉，她以少數差距險勝茶黨支持的共和黨候選人，在槍擊案之前，辦公室就曾遭人開槍，牆壁也遭人塗鴉。2010年3月，吉福斯曾被茶黨的實質領袖莎拉·佩林「點名」。佩林稱吉福茲為11月中期選舉中的「政治競選對手」。而在11月，佩林又在其臉書頁面上貼出一張「瞄準圖」，用槍支瞄準鏡的十字符號象徵20位民主黨人的競選場所，吉福茲也在其中。但槍擊案後，佩林馬上發表聲明，對吉福茲和其它受害者的家人表示「誠摯的同情」，並稱將為「受害者、他們的家人、和平和正義」而祈禱。茶黨組織的領導人也多半否認與槍擊案有關，除了對受害者表示慰問之外，他們也認為將槍擊案矛頭指向茶黨運動，是民主黨在轉移2010年期中選舉失敗的焦點。

## 资料来源
1. ↑  .   [2013-12-04]. （原始内容存档于2021-03-05）.
2. ↑  Ferrara, Peter. . The American Spectator. April 15, 2009  [June 18, 2009]. （原始内容存档于April 20, 2009）.
3. ↑  Seleny, Jeff. . New York Times. September 12, 2009  [2009-09-28]. （原始内容存档于2010-07-30）.
4. ↑  .   [2010-02-19]. （原始内容存档于2021-04-10）.
5. ↑  .   [2010-02-19]. （原始内容存档于2010-01-10）.
6. ↑  Jossey, Paul H. . POLITICO Magazine. 2016-08-14  [2023-07-21]. （原始内容存档于2020-06-16） （英语）.
7. ↑  Belvedere, Matthew J. . CNBC. 2019-03-15  [2023-07-21]. （原始内容存档于2023-05-25） （英语）.
8. ↑  . FOXNews.com. 2009-04-14  [2009-04-01]. （原始内容存档于2009-04-18）.
9. 1 2  Tax revolt a recipe for tea parties （页面存档备份，存于）. By Oren Dorell. USA Today. Published April 13, 2009.
10. ↑  Servatius, David. . Deseret News. March 6, 2009  [June 16, 2009]. （原始内容存档于2009-06-13）.
11. ↑  Tax Day Is Met With Tea Parties （页面存档备份，存于）. By Janie Lorber and Liz Robbins. The New York Times. Published April 15, 2009.
12. ↑  GOP Chairman Michael Steele Denies Tea Party Claim （页面存档备份，存于）. By Paul Bedard.
13. ↑  Dangerous Thoughts: Tea Party Foul （页面存档备份，存于）, Dan Gerstein,Forbes.
14. ↑  Arguing the size of the "tea party" protest （页面存档备份，存于）. By Patrik Jonsson. Christian Science Monitor. Published April 18, 2009. Accessed June 16, 2009.
15. ↑  .   [2010-02-20]. （原始内容存档于2021-03-08）.
16. ↑  State Republicans call for anti-tax 'tea party'[]
17. ↑  .   [2010-02-20]. （原始内容存档于2017-04-19）.
18. ↑  http://www.accessmylibrary.com/article-1G1-151807716/tea-party-group-targets.html
19. ↑  .   [2010-02-20]. （原始内容存档于2021-12-21）.
20. ↑  .   [2010-02-20]. （原始内容存档于2004-08-17）.
21. ↑  .   [2010-02-20]. （原始内容存档于2021-03-22）.
22. ↑  .   [2010-02-20]. （原始内容存档于2017-01-23）.
23. ↑  .   [2010-02-20]. （原始内容存档于2012-11-02）.
24. ↑  .   [2010-02-20]. （原始内容存档于2010-10-01）.
25. ↑  Limbaugh, Rush. . Online.wsj.com. 2009-01-29  [2009-04-19]. （原始内容存档于2013-06-07）.
26. ↑  Tom Kuntz. . 2009-02-08  [2009-02-08]. （原始内容存档于2009-02-11）.
27. ↑  Ronald D. Utt, Ph.D. . 1999-04-02  [1999-04-02]. （原始内容存档于2002-10-23）.
28. ↑  Ronald D. Utt, Ph.D. . The Heritage Foundation. 2004-11-10  [2004-11-10]. （原始内容存档于2004-11-13）.
29. ↑  Steinhauser, Brendan. . FreedomWorks. 2009-03-29  [2009-10-18]. （原始内容存档于2009-04-01）.
30. ↑  . FreedomWorks.   [2009-10-18]. （原始内容存档于2009-02-10）.
31. ↑  Steinhauser, Brendan. . FreedomWorks. 2009-02-09  [2009-10-18]. （原始内容存档于2009-02-09）.
32. 1 2 3 4  . The News-Press. 2009-02-11  [2009-04-26]. （原始内容存档于2012-12-27）.
33. ↑  . Wnd.com.   [2009-10-18]. （原始内容存档于2011-12-19）.
34. ↑  .   [2010-02-12]. （原始内容存档于2018-11-28）.
35. ↑  .   [2010-02-20]. （原始内容存档于2016-03-05）.
36. ↑  KIRO Tv. . 2009-02-16  [2009-03-29]. （原始内容存档于2009-04-25）.
37. ↑  . 2009-03-17  [2009-04-02]. （原始内容存档于2009-05-15）.
38. ↑  Gary Grado, Sonu Munshi, Hayley Ringle. . 2009-02-18  [2009-04-02]. （原始内容存档于2009-03-15）.
39. ↑  Rick Santelli: I Want to Set the Record Straight （页面存档备份，存于）
CNBC, March 2, 2009
40. ↑  February 23, 2009. . Chicago Tribune. 2009-02-23  [2009-03-02]. （原始内容存档于2009年3月16日）.
41. ↑  February 3, 2010. . （原始内容存档于2010年2月12日）.
42. 1 2  A Growing "Tea Party" Movement? （页面存档备份，存于）, Jonathan V. Last, Weekly Standard, March 4,2009
43. ↑  Roesgen, Andy. . myfoxchicago.com. 2009-02-27  [2009-02-27]. （原始内容存档于2009-03-02）.
44. ↑  . web.archive.org. 2012-04-17  [2023-07-21]. 原始内容存档于2012-04-17.
45. ↑  Murphy, Patricia. . The Daily Beast. 2012-02-06  [2023-07-21] （英语）.
46. 1 2  Where is "tea party" heading? Leaves are unclear （页面存档备份，存于）, Liz Sidoti, AP, 2010-02-05, accessed 2010-02-06.
47. ↑  Grassroots Group Grabs Attention （页面存档备份，存于）
48. ↑  .   [2010-02-20]. （原始内容存档于2011-12-04）.
49. 1 2  .   [2010-02-20]. （原始内容存档于2017-07-12）.
50. ↑  Tea Party Patriots | About Tea Party Patriots 的存檔，存档日期2010-02-18.
51. ↑  .   [2010-02-20]. （原始内容存档于2012-02-22）.
52. ↑  On board the Tea Party Express - The Sun Chronicle Online - News
53. ↑  .   [2010-02-20]. （原始内容存档于2021-04-19）.
54. ↑  .   [2010-02-20]. （原始内容存档于2015-05-06）.
55. ↑  .   [2010-02-20]. （原始内容存档于2021-04-19）.
56. ↑  Tea Partying for profit? - First Read - msnbc.com 的存檔，存档日期2010-01-19.
57. ↑  .   [2010-02-20]. （原始内容存档于2012-07-10）.
58. ↑  Zernike, Kate. . New York Times. February 6, 2010  [2010-02-20]. （原始内容存档于2014-07-19）.
59. ↑   (PDF).   [2010-02-20]. （原始内容 (PDF)存档于2021-03-25）.
60. ↑  U.S. Census Bureau;  Archive.today的存檔，存档日期2020-02-12; Data Set: 2008 American Community Survey 1-Year Estimates; Survey: American Community Survey. Retrieved 2009-11-07
61. ↑  . Worldmag.com.   [2009-10-18]. （原始内容存档于2009年4月19日）.
62. ↑  Tax day 'tea parties' stir passion in Dallas-Fort Worth, U.S.[永久] Star Telegram. Published April 12, 2009.
63. ↑  By W. Gardner Selby, Jason Embry. . Statesman.com.   [2009-04-19]. （原始内容存档于2009-04-18）.
64. ↑  . Rollcall.com. 2009-06-24  [2009-10-18]. （原始内容存档于2009年6月28日）.
65. 1 2  Move Over, MoveOn: Tea Parties Spark Conservative Insurgency Online 的存檔，存档日期2009-10-23.. By Judson Berger. Fox News. Published April 13, 2009.
66. ↑  Tax Tea Party Time? （页面存档备份，存于） By Bruce Bartlett. Forbes. Published April 10, 2009.
67. ↑  .   [2010-02-20]. （原始内容存档于2021-04-12）.
68. ↑  .   [2010-02-20]. （原始内容存档于2010-01-31）.
69. ↑  .   [2010-02-20]. （原始内容存档于2021-03-09）.
70. ↑  .   [2010-02-20]. （原始内容存档于2010-02-22）.
71. ↑  Unions To Take On Conservative Groups Health Care Town Halls （页面存档备份，存于）, Sam Stein, Huffington Post, August 6, 2009
72. 1 2  . US News and World Report. April 16, 2009  [June 13, 2009]. （原始内容存档于2009年4月20日）.
73. 1 2 3 4  Cable Anchors, Guests Use Tea Parties as Platform for Frat House Humor （页面存档备份，存于）, FOX News. Published April 16, 2009.
74. 1 2  Tea Parties Forever （页面存档备份，存于）. By Paul Krugman. The New York Times. Published April 12, 2009.
75. ↑  The Tea Tantrum Mystery （页面存档备份，存于）. Published April 10, 2009.
76. ↑  .   [2010-02-20]. （原始内容存档于2017-07-12）.
77. ↑  Conservatives and Their Pity Parties （页面存档备份，存于）, Thomas Frank, March 4, 2009, The Huffington Post
78. ↑  . 2009-04-09  [2010-02-20]. （原始内容存档于2021-03-05）.
79. ↑  Tapscott, Mark. . The San Francisco Examiner. March 19, 2009  [June 16, 2009]. （原始内容存档于April 19, 2009）.
80. ↑  . 2009-04-15  [2009-04-15]. （原始内容存档于2012-10-23）.
81. ↑  . 2009-04-15  [2009-04-15]. （原始内容存档于2009-04-18）.
82. ↑  . 2009-04-15  [2009-04-14]. （原始内容存档于2015-06-05）.
83. ↑  . 2009-04-16  [2009-04-15].[永久]
84. ↑  . mediamatters.com.   [2009-08-03]. （原始内容存档于2009-08-17）.
85. 1 2  Fox teas up a tempest （页面存档备份，存于）. By Michael Calderone. The Politico. Published April 15, 2009.
86. ↑  .   [2010-02-20]. （原始内容存档于2010-01-24）.
87. ↑  . TV Newser.   [April 27, 2009]. （原始内容存档于2009-06-25）.
88. ↑  . Transcripts.cnn.com.   [2009-10-18]. （原始内容存档于2021-03-05）.
89. ↑  . Boston Herald. 2009-04-17  [2009-04-17]. （原始内容存档于2009-04-20）.
90. ↑  . KXMB-TV. 2009-04-15  [2009-04-15]. （原始内容存档于2009年4月19日）.
91. ↑  When will CNN Fight Back? （页面存档备份，存于） Jed Lewison, Daily Kos TV 2009-04-16
92. ↑  . CNN. 2009-04-19  [2009-04-26]. （原始内容存档于2021-03-05）.
93. ↑  . TV Newser. 2009-04-15  [2009-04-15]. （原始内容存档于2009-04-16）.
94. ↑  Bill O'Reilly. . Fox News. 2009-04-15  [2009-04-16]. （原始内容存档于2012-10-23）.
95. ↑  . Los Angeles Times. 2009-04-15  [2009-04-17]. （原始内容存档于2009-04-18）.
96. 1 2  . Transcripts.cnn.com. 2009-04-12  [2009-10-18]. （原始内容存档于2021-01-24）.
97. ↑  . Transcripts.cnn.com. 2009-04-15  [2009-04-19]. （原始内容存档于2021-03-05）.
98. ↑  12:24 p.m. ET. . MSNBC. 2009-04-13  [2009-04-19]. （原始内容存档于2012-11-03）.
99. ↑  9:57 a.m. ET. . MSNBC. 2009-04-15  [2009-04-19]. （原始内容存档于2012-10-26）.
100. ↑  Smith, Ben. . The Politico. 2009-04-16  [2009-04-15]. （原始内容存档于2012-10-02）.
101. ↑   (PDF).   [2010-02-20]. （原始内容 (PDF)存档于2021-02-22）.
102. ↑  The Tea Party Teens （页面存档备份，存于）, New York Times, 2009-01-04
103. ↑  Stop!  The size and power of the state is growing, and discontent is on the rise （页面存档备份，存于）, The Economist, 2010-01-21.
104. ↑  . Comic Book Resources.   [2010-02-16]. （原始内容存档于2016-08-05）.
105. ↑  .   [2010-02-20]. （原始内容存档于2015-10-16）.
106. ↑  .   [2010-02-20]. （原始内容存档于2011-02-04）.
107. ↑  .   [2010-02-20]. （原始内容存档于2017-06-09）.
108. ↑  .   [2010-02-20]. （原始内容存档于2021-03-09）.
109. ↑  .   [2010-02-20]. （原始内容存档于2020-12-10）.

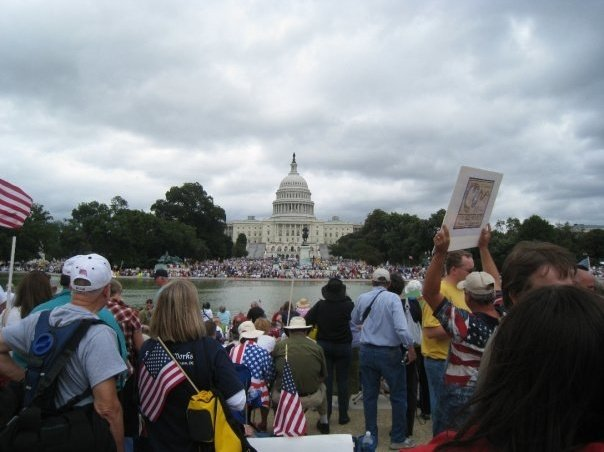
2009/9/12茶党运动的華盛頓遊行

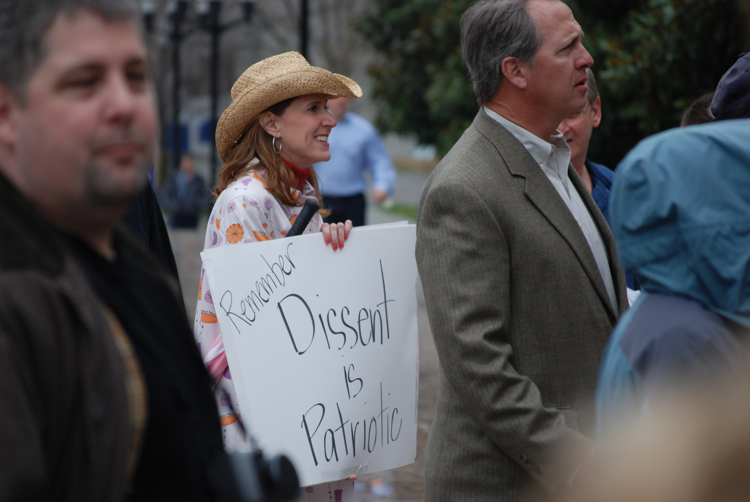
茶党运动示威

110. ↑  Poll: Tea Party movement fails to make any impression on 4 out of 10 （页面存档备份，存于）, CNN, 2010-01-05.
111. ↑   (PDF).   [2010-02-20]. （原始内容 (PDF)存档于2021-03-05）.
112. ↑  .   [2010-02-20]. （原始内容存档于2010-02-15）.
113. ↑   (PDF).   [2010-02-20]. （原始内容 (PDF)存档于2020-11-29）.
114. ↑  . Politicalticker.blogs.cnn.com. 2009-04-29  [2009-10-18]. （原始内容存档于2021-04-21）.
115. ↑  
. ReTeaParty.com.   [2009-10-18]. （原始内容存档于2009年9月18日）.
116. ↑  
.   [2009-04-23]. （原始内容存档于2009-04-22）.
117. ↑  .   [2010-02-20]. （原始内容存档于2010-02-10）.
118. ↑  .   [2010-02-20]. （原始内容存档于2010-04-10）.
119. ↑  . The Portland Mercury.   [2010-02-16]. （原始内容存档于2015-09-06）.
120. ↑  Alternet, 3 March 2009, The Rick Santelli 'Tea Party' Controversy: Article Kicks Up a Media Dust Storm （页面存档备份，存于）
121. ↑  Alternet, 15 April 2009, Fake Teabaggers Are Anti-Spend, Anti-Government: Real Populists Want to Stop Banks from Plundering America （页面存档备份，存于）
122. ↑  "The Washington Independent" 5 October 2009, Tea Party Patrons Point New Recruits Toward 2010 的存檔，存档日期2010-02-22.
123. ↑  Think Progress, 09 April 2009, Spontaneous Uprising? Corporate Lobbyists Helping To Orchestrate Radical Anti-Obama Tea Party Protests （页面存档备份，存于）
124. ↑  Question Democratic Authority? Not! （页面存档备份，存于） By Andrew Breitbart. RealClearPolitics. Published April 20, 2009.
125. ↑  2:07 p.m. ET. . MSNBC.   [2009-04-19]. （原始内容存档于2012-10-26）.
126. ↑  TalkingPointsMemo, December 29, 2009, "Majority Of Tea Party Group's Spending Went To GOP Firm That Created It," http://tpmmuckraker.talkingpointsmemo.com/2009/12/majority_of_tea_party_groups_spending_went_to_gop.php?ref=fpa （页面存档备份，存于）
127. ↑  Still a disorganized 'tea party' （页面存档备份，存于） By Kathleen Hennessey. LA Times. Published Jan. 25, 2010.
128. ↑  The Tea Party Movement: Who's In Charge? （页面存档备份，存于） By Chris Good. Atlantic Monthly. Posted April 13, 2009.
129. ↑  Real Grassroots （页面存档备份，存于）. By Glenn Reynolds. The New York Post. Published April 13, 2009.
130. ↑  美警惕暴戾文化釀命案 （页面存档备份，存于）. By 陳之嶽. 亞洲週刊第二十五卷第四期. Published January 23, 2011.
131. ↑  美議員遭槍擊　名嘴煽動群眾為主因？ （页面存档备份，存于）. By NOWnews 今日新聞網. NOWnews 今日新聞網. Published January 11, 2011.
132. ↑  女議員遭槍擊　父：茶黨成員皆為女兒敵人 （页面存档备份，存于）. By NOWnews 今日新聞網. NOWnews 今日新聞網. Published January 10, 2011.
133. ↑  茶党因國會女議員槍擊案備受批評[永久]. By 多維新聞網. 多維新聞網. Published January 10, 2011.
134. ↑  Coffee Party. .   [2010-06-15]. （原始内容存档于2021-05-08）.